# They Were Eleven
They Were Eleven (яп. 11人いる！) — японская научно-фантастическая манга, нарисованная Мото Хагио. Издавалась в журнале Betsucomi с сентября по ноябрь 1975 г. С декабря 1976 года по февраль 1977 года в том же журнале издавался сиквел Zoku 11-nin Iru!: Higashi no Chihei, Nishi no Towa (яп. 続・11人いる! 東の地平・西の永遠), чей сюжет значительно отличался от оригинала.
В 1976 году манга выигрывает премию манги Shogakukan в категории сёнэн.
По мотивам манги был снят художественный фильм. Премьера фильма состоялась в 1977 году, его транслировали на канале NHK.
В ноябре 1986 манга получает аниме-адаптацию.
По манге было сделано множество театральных постановок.

## Сюжет
Космическая академия, в качестве финального теста, отправляет учеников из разных уголков вселенной, группами по 10 человек, на настоящий заброшенный космический корабль. Задача теста — постараться выжить 53 дня, находясь в непривычных для себя условиях. Однако, прибыв на корабль курсанты замечают что их теперь 11 — кто-то из команды незнакомец. Кадеты начинают подозревать друг друга, пытаясь докопаться до истины, в то время как корабль приближается к затухающей звезде, создавая им новые опасности и препятствия.

## Роли озвучивали
| Персонаж                                   | Сэйю              |
| ------------------------------------------ | ----------------- |
| Тадатос Лейн (яп. タダトス・レーン)        | Камия Акира       |
| Фрол (яп. フロルベリチェリ・フロル)        | Кавай Митико      |
| Король Майан Басеска (яп. 王バセスカ)      | Танака Хидэюки    |
| Дорикас Солдам IV (яп. ソルダム四世ドリカ) | Фурукава Тосио    |
| Ганга Гагтос (яп. ガニガス・ガグトス)      | Гэнда Тэссё       |
| Амазон Карнаис (яп. アマゾン・カーナイス)  | Судзуоки Хиротака |
| Кну Видменир (яп. ヴィドメニール・ヌーム)  | Вакамото Норио    |
| Гленн Грофф (яп. グレン・グロフ)           | Икэмидзу Митихиро |
| Дольф Таста (яп. ドルフ・タスタ)           | Сиоя Кодзо        |
| Тото Ни (яп. トト・ニ)                     | Тарако            |
| Чако Кака (яп. チャコ・カカ)               | Касивакура Цутому |